# Seeds of Vengeance
Seeds of Vengeance er en amerikansk stumfilm fra 1920 af Ollie Sellers.

## Medvirkende
- Bernard Durning
- Pauline Starke som Ellen Dawe
- Gloria Hope
- Eugenie Besserer
- Charles Elder
- Jack Curtis
- Evelyn Selbie
- George Hernandez
- Jack Levering
- Burwell Hamrick
- George Stone